# Rząd Viktora Klimy
Rząd Viktora Klimy – federalny rząd Republiki Austrii urzędujący od 1997 do 2000.
Gabinet powstał podczas XX kadencji Rady Narodowej, wybranej w wyborach w 1995. Urzędujący kanclerz i lider Socjaldemokratycznej Partii Austrii (SPÖ) Franz Vranitzky zadeklarował rezygnację z wszystkich funkcji politycznych. 28 stycznia 1997 nowym kanclerzem został jego bliski współpracownik Viktor Klima, a nowy gabinet w ramach kontynuowanej koalicji SPÖ z Austriacką Partią Ludową (ÖVP) rozpoczął funkcjonowanie. Urzędował do 4 lutego 2000, gdy po wyborach z 1999 utworzono rząd Wolfganga Schüssela.

## Skład rządu
| Funkcja                                     | Minister           | Partia |
| ------------------------------------------- | ------------------ | ------ |
| Kanclerz                                    | Viktor Klima       | SPÖ    |
| Wicekanclerz, minister spraw zagranicznych  | Wolfgang Schüssel  | ÖVP    |
| Minister spraw wewnętrznych                 | Karl Schlögl       | SPÖ    |
| Minister sprawiedliwości                    | Nikolaus Michalek  | bezp.  |
| Minister finansów                           | Rudolf Edlinger    | SPÖ    |
| Minister spraw gospodarczych                | Johann Farnleitner | ÖVP    |
| Minister pracy, zdrowia i spraw społecznych | Eleonora Hostasch  | SPÖ    |
| Minister rolnictwa i leśnictwa              | Wilhelm Molterer   | ÖVP    |
| Minister obrony                             | Werner Fasslabend  | ÖVP    |
| Minister gospodarki i transportu            | Caspar Einem       | SPÖ    |
| Minister edukacji i kultury                 | Elisabeth Gehrer   | ÖVP    |
| Minister środowiska, rodziny i młodzieży    | Martin Bartenstein | ÖVP    |
| Minister ds. kobiet i konsumentów           | Barbara Prammer    | SPÖ    |